# Elsbeth van Rooy-Vink
Elisabet 'Elsbeth' van Rooy-Vink (Elsbeth Vink de soltera) (Wijk en Aalburg, Aalburg, 25 de gener de 1973) va ser una ciclista neerlandesa que va combinar la carretera, el ciclisme de muntanya i el ciclocròs. Va participar en tres edicions dels Jocs Olímpics.

## Palmarès en carretera
- 1991
  -  Campiona del món júnior en ruta
- 1992
  - Vencedora d'una etapa a la Volta a Portugal
- 1993
  - Vencedora d'una etapa al Tour de l'Aude
  - Vencedora d'una etapa al Tour ciclista femení
  - Vencedora d'una etapa al Tour de la CEE
- 1998
  - 1a al Holland Ladies Tour i vencedora de 2 etapes

## Palmarès en ciclocròs
- 2003
  -  Campiona dels Països Baixos en ciclocròs
- 2004
  -  Campiona dels Països Baixos en ciclocròs
- 2005
  -  Campiona dels Països Baixos en ciclocròs
- 2008
  -  Campiona dels Països Baixos en ciclocròs

## Palmarès en ciclisme de muntanya
- 2005
  -  Campiona dels Països Baixos en marató